# Gleby glejowe

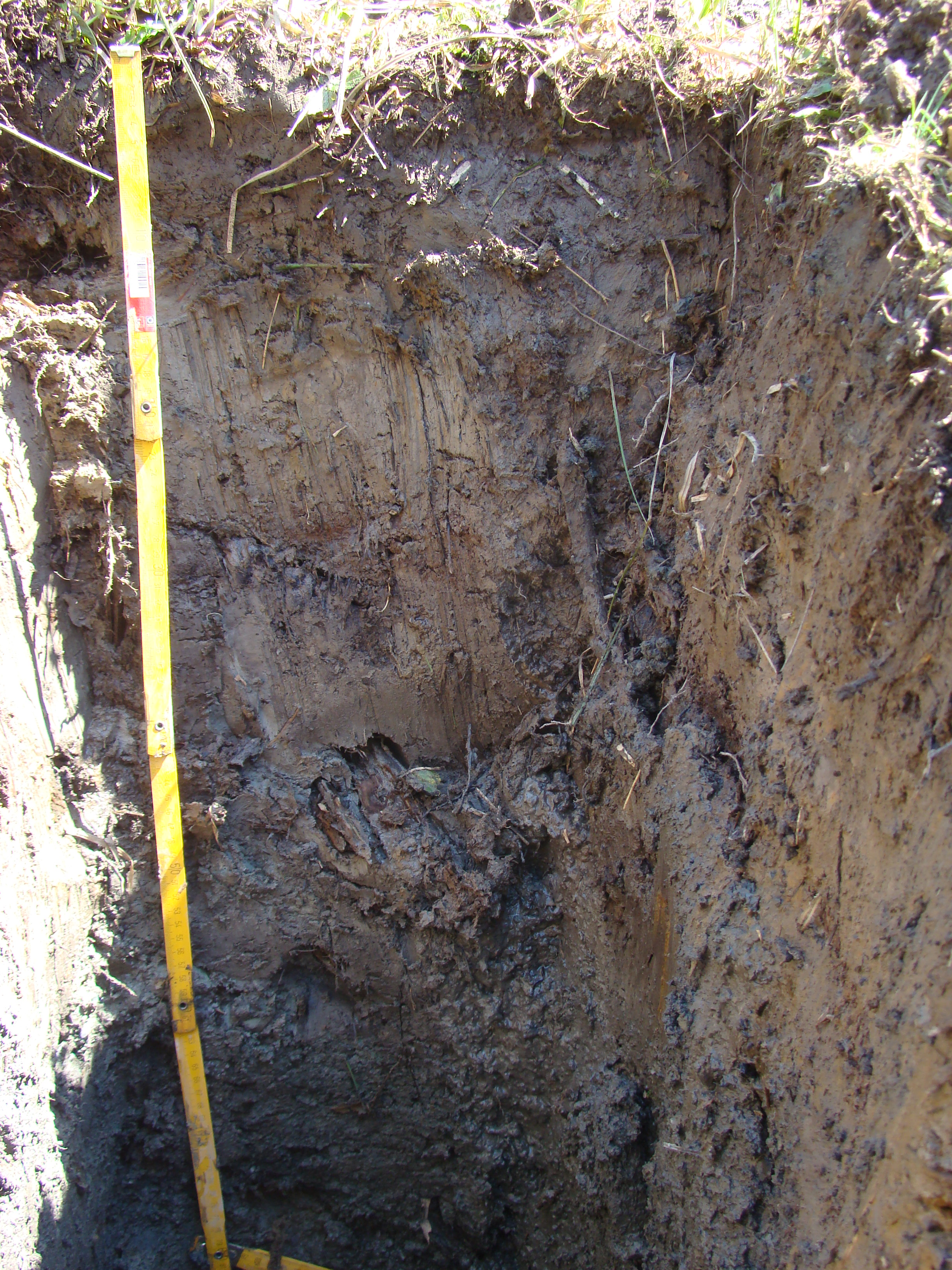
Profil gleby glejowej (Beskid Niski)

Gleby glejowe – gleby w których nadrzędną rolę odgrywa, wywołany znaczną wilgotnością, proces glejowy. Objawia się to występowaniem w miejscach bardzo silnego uwilgotnienia sino-niebieskawych barw glejowych.
Proces glejowy polega na biochemicznej redukcji pierwiastków – przede wszystkim żelaza (FeIII
 → FeII
) i manganu (MnIV
 → MnII
) – w warunkach ograniczonego dostępu tlenu . Może być on spowodowany zaleganiem wód opadowych w niektórych partiach profilu gleby (oglejenie odgórne) lub wysokim zaleganiem wód gruntowych, które obejmują swym zasięgiem profil gleby (oglejenie oddolne).
Morfologicznym efektem procesu glejowego jest występowanie widocznego oglejenia gleby (zjawisk glejowych). Objawia się ono występowaniem barw glejowych, tj. barw o odcieniu stalowym, sinym, zielonkawym lub niebieskawym. Pochodzą one od zredukowanych form żelaza i występują w miejscach okresowo lub ciągle podmokłych. O zachodzeniu procesu glejowego może świadczyć również występowanie rdzawobrunatnych plam lub konkrecji, powstających w partiach profilu, gdzie przynajmniej okresowo zachodzi utlenianie. Poza glebami, które są stale w całości zalane wodami gruntowymi, często spotyka się mozaikę barw rdzawych i sinych .
Gleby glejowe są zarówno glebami strefowymi, charakterystycznymi dla obszaru tundrowego, jak i glebami śródstrefowymi, które występują na całym świecie w miejscach na tyle wilgotnych, by zachodziła dominacja procesu glejowego (najczęściej w obniżeniach terenu, w miejscach o wysokim zaleganiu wód gruntowych).

## Gleby glejowe w strefie tundry

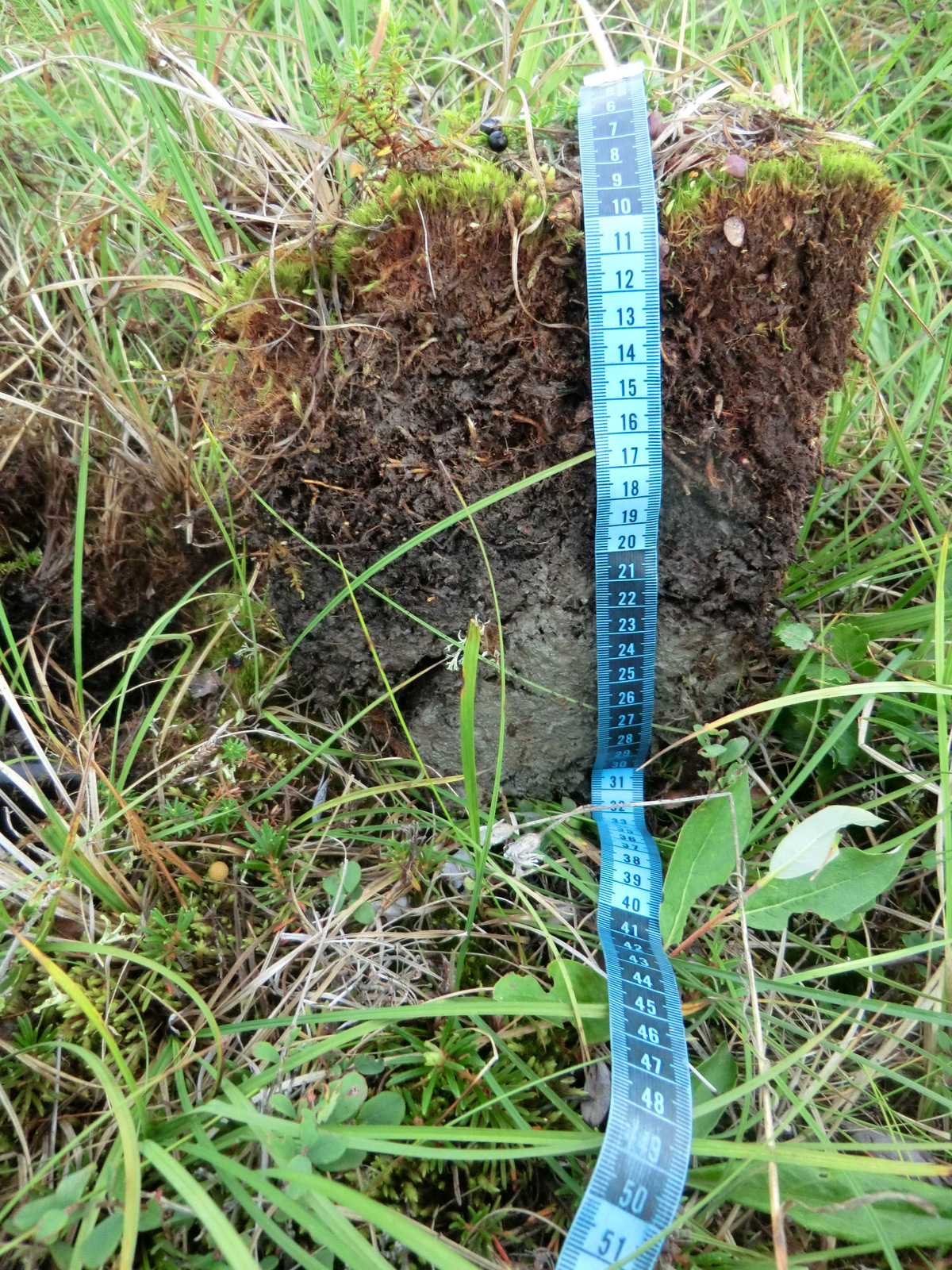
Tundrowa gleba glejowa (Alaska)

W myśl tradycyjnej geograficzno-genetycznej szkoły w obrębie geografii gleb gleby glejowe są glebami strefowymi dla obszaru tundry w obrębie polarnego pasa klimatycznego. Obszar ten charakteryzuje się niskimi temperaturami (średnia temperatura roczna od −2 do −12 °C), długą mroźną zimą, chłodnym latem i niskimi opadami (140–400 mm). Mimo niskich opadów, słabe parowanie powoduje znaczną wilgotność gruntu i powietrza. Powszechne jest występowanie wieloletniej zmarzliny, której warstwa czynna rozmarza w ciągu lata do głębokości 50–150 cm. Wieloletnia zmarzlina stanowi barierę dla przesiąkania wody w głąb profilu, co utrudnia procesy ługowania i bielicowania .
Na powierzchni tundrowej gleby glejowej leży poziom organiczny (O) składający się ze storfiałej materii organicznej (ektopróchnicy), pod którym może występować cienki poziom próchniczny (A). Leżący poniżej poziom glejowy (G) może być całkowicie oglejony o barwie szaroniebieskiej albo mieć mozaikę barw sinych i rdzawych. Głębiej występuje zamarznięta skała macierzysta (poziom kriogeniczny) bez wyraźnych śladów oglejenia. Gleby te charakteryzują się kwaśnym lub bardzo kwaśnym odczynem, dużą kwasowością wymienną i hydrolityczną oraz dużą ilością ruchliwego żelaza .
Kierując się z północy na południe obszaru tundry, wraz ze wzrostem średniej temperatury, opadów i głębokości rozmarzania wieloletniej zmarzliny, zmienia się również charakter gleb glejowych. W tundrze arktycznej są one płytkie i współwystępują z glebami kriogenicznymi (poligonalnymi i strukturalnymi). W południowej części strefy spotyka się bardziej kwaśne gleby glejowe zbielicowane, gdzie bielicowanie rozumie się, za naukowcami rosyjskimi, bardzo szeroko: występujące pod poziomem próchnicznym przejaśnienie może być związane z procesami bielicowania, oglejenia lub lessiważu. Na utworach piaszczystych często można spotkać gleby z widocznym ciemnobrunatnym poziomem iluwialno-humusowym (Bh) leżącym bądź pod poziomem próchnicznym bądź pod przejaśnionym poziomem wymywania .

## Gleby glejowe w systematyce gleb Polski

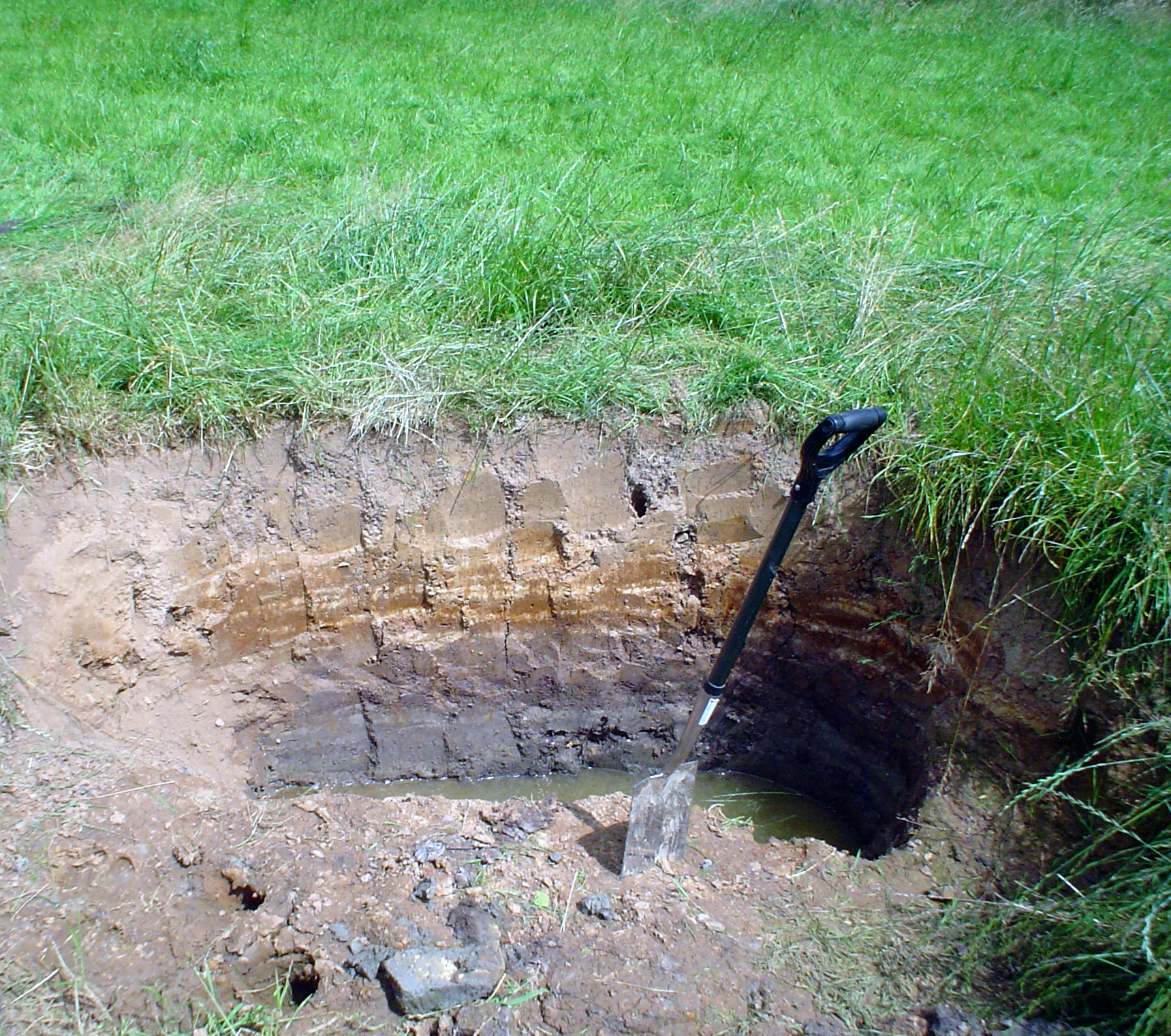
Odkrywka gleby glejowej

### Charakterystyka
Na terenie Polski gleby glejowe są zaliczane do gleb śródstrefowych, tzn. powstałych pod dominującym wpływem specyficznych warunków wodnych. Są to gleby mineralne lub mineralno-organiczne o bardzo różnym uziarnieniu, okresowo lub stale bardzo silnie uwilgotnione z powodu płytko zalegającego zwierciadła wód gruntowych. Powoduje to rozwój procesów redukcyjnych objawiających się glejową mozaiką barw w nie głębiej niż 50 cm od powierzchni (najczęściej już od 20 cm od powierzchni). Sino-szare barwy redukcyjne obejmują przynajmniej 95% materiału glebowego. Rdzawe plamy lub konkrecje skupiają się w górnej części profilu (kontaktowa strefa natleniona), zaś w jego dolnej części leży zielonkawo-niebieskawy poziom glejowy będący pod wpływem wód gruntowych. Pomiędzy nimi często spotyka się poziom oksydo-redukcyjny z oglejeniem plamistym.
Typowy układ poziomów glebowych to: A-G lub O-A-G,
gdzie: O – poziom organiczny, A – poziom próchniczny, G – poziom glejowy

### Systematyka
Gleby glejowe w systematyce gleb Polski z 2011 roku są jedynym typem gleby w obrębie rzędu gleb glejoziemnych. Wyróżnia się pięć podtypów w zależności od stanu podmokłości:
- Rząd 8. Gleby glejoziemne (G)
  - Typ 8.1. Gleby glejowe (GW)
    - Podtyp 8.1.1. Gleby glejowe typowe (GWt) o sekwencji poziomów glebowych: O-Ac-Gc lub Ap-Gc
    - Podtyp 8.1.2. Gleby torfiasto-glejowe (GWtfg) o sekwencji poziomów glebowych: O-A-AG-Gc lub A(p)-AG-Gc
    - Podtyp 8.1.3. Gleby torfowo-glejowe (GWtog) o sekwencji poziomów glebowych: Oa(e)-AG-Gc
    - Podtyp 8.1.4. Gleby mułowo-glejowe (GWmłg) o sekwencji poziomów glebowych: L-A-Gc lub Ap-L-A-Gc
    - Podtyp 8.1.5. Gleby murszowo-glejowe (GWmrg) o sekwencji poziomów glebowych: M-Cg Lub M-Cg-G[6]

Wyjaśnienia znaczenia symboli poziomów glebowych znajdują się w artykule o poziomach genetycznych gleb
W czwartym wydaniu systematyki gleb Polski z 1989 roku gleby glejowe wydzielano jako typ gleby gruntowo-glejowe w ramach rzędu gleby zabagniane.
Polskie gleby glejowe według międzynarodowej klasyfikacji gleb WRB są nazywane Haplic, Mollic lub Histic Gleysol. Według amerykańskiej klasyfikacji USDA Soil Taxonomy gleby glejowe zalicza się do rzędu Entisols, najczęściej Endoaquents, Hydraquents, Haplaquents lub Psammaquents.

## Gleysols
Gleysols – jedna z głównych grup glebowych (RSG) w międzynarodowej klasyfikacji gleb WRB obejmująca gleby pod długotrwałym wpływem wód gruntowych gdzie istnieją warunki redukcyjne (reducing conditions) tworzące właściwości gleyic (gleyic properties – ≥95% materiału ma sino-zielone barwy redukcyjne lub ≥5% materiału ma rdzawe barwy oksydacyjne). Oglejenie przejawiające się sinoniebieskimi barwami i rdzawymi plamami występuje nie głębiej niż 40 cm od powierzchni.
Gleysols występują na całym świecie i zajmują ok. 720 mln. ha. Najpowszechniejsze są w obszarach subarktycznych (północna Rosja, północna Kanada, Alaska), na wilgotnych, subtropikalnych równinach (Chiny, Bangladesz) oraz w tropikach (Amazonia, równikowa Afryka, południowo-wschodnia Azja). Najłatwiej je spotkać w obniżeniach terenu, na obszarach o wysokim poziomie wód gruntowych, obszarach w zasięgu pływów morskich oraz w płytkich zbiornikach wodnych.

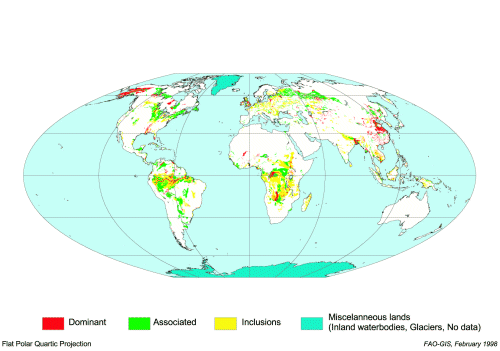
Rozmieszczenie Gleysols na świecie

Pod uprawy rolne Gleysols mogą być wykorzystane dopiero po ich osuszeniu. Bez tego można je wykorzystywać jako łąki, pastwiska lub pod lasy.